# Желдыбино (платформа)
Желдыбино — остановочный пункт / пассажирская платформа однопутной неэлектрифицированной линии Бельково-Иваново Ярославского региона Северной железной дороги, расположен в одноименном поселке Кипревского сельского поселения Киржачского района Владимирской области, в 300 метрах от пересечения с автодорогой 17К-9 Киржач - Кольчугино.
Остановочный пункт имеет одну боковую низкую платформу. Турникетов и касс нет. Вокзальный павильон ныне в непригодном состоянии. Посадка и высадка пассажиров на (из) поезда пригородного и местного сообщения. Прием и выдача багажа не производятся.

## Пассажирское сообщение
Поезда дальнего следования на платформе не останавливаются. На платформе имеет остановку пригородный поезд рельсовый автобус Иваново — Александров. По состоянию на май 2019 года — 1 пара поездов в сутки ежедневно; время движения от станции Александров составляет 1 час (по отдельным летним дням в расписании - 1 час 31 минута), до Александрова - 55 минут, от станции Иваново - 4 часа 12 минут, до станции Иваново - 3 часа 21 минут ежедневно (3 часа 24 минут по отдельным летним дням в расписании).
- Расписание пригородных поездов. Яндекс.Расписания.

## Ближайшие населенные пункты
Платформа расположена в одноименном поселке. В 3 км к северу от платформы по автодороге расположена деревня Афанасово, в 1 км к югу от платформы по автодороге расположена деревня Жердево.